# Örjan Sundin
Carl Eric Örjan Sundin född 27 januari 1952, är en svensk psykolog och stressforskare, professor i klinisk psykologi vid Mittuniversitetet.
Sundin, som är legitimerad psykolog, disputerade 1993 vid Uppsala universitet på avhandlingen Psychophysiological reactivity, type A behaviour, and rehabilitation after myocardial infarction. Sundin har därefter forskat om stress, stress och hjärt-kärlsjukdomar samt ångestproblematik. Han är sedan 2005 professor i klinisk psykologi vid Mittuniversitetet i Östersund. Vid sidan av sin forskning är han kliniskt verksam vid Stressmottagningen Uppsala-Östersund-Stockholm.